# National League 2022-23
La temporada 2022-23 de la National League conocida como la Vanarama National League por motivos de patrocinio, fue la octava temporada de la quinta división inglesa, desde su creación en 2015.
Un total de 24 equipos participan en la competición, incluyendo 18 equipos de la temporada anterior, 2 provenientes de la National League North 2021-22, 2 provenientes de la National League South 2021-22 y 2 provenientes de la Football League Two 2021-22.

## Ascensos y descensos
| Pos      | a EFL League Two |
| -------- | ---------------- |
| 1º       | Stockport County |
| Play-off | Grimsby Town     |

| Pos | a National League |
| --- | ----------------- |
| 23º | Oldham Athletic   |
| 24° | Scunthorpe United |

| Pos         | a National League |
| ----------- | ----------------- |
| 1º N.       | Gateshead FC      |
| 1º S.       | Maidstone United  |
| Play-off N. | York City         |
| Play-off S. | Dorking Wanderers |

| Pos | a National League North o South |
| --- | ------------------------------- |
| 21º | King's Lynn Town                |
| 22º | Weymouth                        |
| 23º | Dover Athletic                  |

## Información
| Equipo               | Ciudad                       | Entrenador       | Capitán        | Estadio                         | Capacidad             | Marca    | Patrocinador                     |
| -------------------- | ---------------------------- | ---------------- | -------------- | ------------------------------- | --------------------- | -------- | -------------------------------- |
| Aldershot Town       | Aldershot                    | Mark Molesley    | George Fowler  | Recreation Ground               | 7 200                 | Erreà    | Bridges Estate Agents            |
| Altrincham           | Altrincham                   | Phil Parkinson   | Jordan Hulme   | Moss Lane                       | 7 700                 | Puma     | J Davidson Ltd                   |
| Barnet               | Barnet (Londres)             | Dean Brennan     | Jamie Turley   | Hive Stadium                    | 6 418                 | TBA      | TIC Health and Southgate College |
| Boreham Wood         | Borehamwood                  | Luke Garrard     | Mark Ricketts  | Meadow Park                     | 4 502 (1200 sentados) | Puma     | Barnet and Southgate College     |
| Bromley              | Londres (Bromley)            | Andy Woodman     | Byron Webster  | Hayes Lane                      | 5 300                 | Puma     | Southwark Metals                 |
| Chesterfield         | Chesterfield                 | Paul Cook        | Gavin Gunning  | Technique Stadium               | 10 504                | Puma     | Technique Learning Solutions     |
| Dagenham & Redbridge | Londres (Barking y Dagenham) | Daryl McMahon    | Ángelo Balanta | Victoria Road                   | 6 078                 | Nike     | West & Coe                       |
| Dorking Wanderers    | Dorking                      | Marc White       | Barry Fuller   | Medowbank                       | 3 000                 | Macron   | Stonegate Homes                  |
| Eastleigh            | Eastleigh                    | Lee Bradbury     | [ 7 ]          | Ten Acres                       | 5 250                 | Kappa    | Utilita Energy                   |
| Gateshead FC         | Gateshead                    | Mike Williamson  | Greg Olley     | Gateshead International Stadium | 11 800                | Puma     | Gateshead Central                |
| Halifax Town         | Halifax                      | Chris Millington | Niall Maher    | The Shay                        | 10 400                | Adidas   | Visit Niue                       |
| Notts County         | Nottingham                   | Luke Williams    | Kyle Cameron   | Meadow Lane                     | 19 841                | Puma     | Sharpes of Nottingham            |
| Maidenhead United    | Maidenhead                   | Alan Devonshire  | Alan Massey    | York Road                       | 4 500                 | Uhlsport | G&L Scientific                   |
| Maidstone United     | Maidstone                    | Hakan Hayrettin  | George Elokobi | Gallagher Stadium               | 4 200 (792 sentados)  | Macron   | Manchett                         |
| Oldham Athletic      | Oldham                       | John Sheridan    | [ 8 ]          | Boundary Park                   | 13 513                | Hummel   | Bartercard                       |
| Scunthorpe United    | Scunthorpe                   | Keith Hill       | Liam Feeney    | Glanford Park                   | 9 088                 | Macron   | Utilita Energy                   |
| Solihull Moors       | Solihull                     | Neal Ardley      | Kyle Storer    | Damson Park                     | 5 500                 | Surridge | John Shepherd Estate Agents      |
| Southend United      | Southend                     | Kevin Maher      | John White     | Roots Hall                      | 12 392                | Macron   | Watchlotto                       |
| Torquay United       | Torquay                      | Gary Johnson     | Asa Hall       | Plainmoor                       | 6 500                 | Nike     | No tiene                         |
| Wealdstone FC        | Londres (Ruislip)            | Stuart Maynard   | TBA            | Grosvenor Vale                  | 4 085                 | Kelme    | GPF Lewis                        |
| Woking FC            | Woking                       | Darren Sarll     | Josh Casey     | Kingfield Stadium               | 6 036                 | Adidas   | Boz's Fruit & Veg                |
| Wrexham              | Wrexham                      | Phil Parkinson   | Luke Young     | Racecourse Ground               | 15 550                | Macron   | TikTok                           |
| Yeovil Town          | Yeovil                       | Chris Hargreaves | TBA            | Huish Park                      | 9 565                 | Hummel   | Jurassic Fibre                   |
| York City            | York                         | John Askey       | TBA            | York Community Stadium          | 8 500                 | Puma     | Imp                              |

### Cambios de entrenadores
| Equipo       | Entrenador saliente | Tipo de salida                  | Día de salida      | Posición en la tabla | Entrenador entrante | Día de entrada      |
| ------------ | ------------------- | ------------------------------- | ------------------ | -------------------- | ------------------- | ------------------- |
| Yeovil Town  | Charlie Lee INT     | Fin de interinidad              | 15 de mayo de 2022 | Pretemporada         | Chris Hargreaves    | 18 de mayo de 2022  |
| Halifax Town | Peter Wild          | Fichado por Barrow              | 26 de mayo de 2022 | Pretemporada         | Chris Millington    |                     |
| Notts County | Ian Burchnall       | Fichado por Forest Green Rovers | 27 de mayo de 2022 | Pretemporada         | Luke Williams       | 14 de junio de 2022 |

## Clasificación Final
El campeón de este torneo, ascenderá directamente a la EFL League Two, los clubes ubicados del ssegundo al tercer puesto disputarán las semifinales de la eliminatoria y del cuarto al séptimo lugar, la primera ronda de la eliminatoria, para determinar al segundo ascenso. Por otro lado, los cuatro equipos de peor ubicación en la tabla, descenderán directamente a la National League North (si son los equipos del Norte) o al National League South (si son los equipos del Sur).
| Pos. | Equipo                | Pts. | PJ | G  | E  | P  | GF  | GC  | Dif. | Clasificación 2022-23                                            |
| ---- | --------------------- | ---- | -- | -- | -- | -- | --- | --- | ---- | ---------------------------------------------------------------- |
| 1    | Wrexham (C, A)        | 111  | 46 | 34 | 9  | 3  | 116 | 43  | +73  | Ascenso a la Football League Two                                 |
| 2    | Notts County (A)      | 107  | 46 | 32 | 11 | 3  | 117 | 42  | +75  | Semifinal del Play-offs para la Football League Two              |
| 3    | Chesterfield          | 84   | 46 | 25 | 9  | 12 | 81  | 52  | +29  | Semifinal del Play-offs para la Football League Two              |
| 4    | Woking FC             | 82   | 46 | 24 | 10 | 12 | 71  | 48  | +23  | 4° de Final del play-offs para la Football League Two            |
| 5    | Barnet                | 74   | 46 | 21 | 11 | 14 | 75  | 67  | +8   | 4° de Final del play-offs para la Football League Two            |
| 6    | Boreham Wood          | 72   | 46 | 19 | 15 | 12 | 52  | 40  | +12  | 4° de Final del play-offs para la Football League Two            |
| 7    | Bromley               | 71   | 46 | 18 | 17 | 11 | 68  | 53  | +15  | 4° de Final del play-offs para la Football League Two            |
| 8    | Southend United       | 69   | 46 | 20 | 9  | 17 | 57  | 45  | +12  |                                                                  |
| 9    | Eastleigh             | 67   | 46 | 19 | 10 | 17 | 56  | 57  | −1   |                                                                  |
| 10   | Dagenham & Redbridge  | 63   | 46 | 18 | 9  | 19 | 61  | 72  | −11  |                                                                  |
| 11   | Halifax Town          | 61   | 46 | 16 | 13 | 17 | 49  | 48  | +1   |                                                                  |
| 12   | Oldham Athletic       | 61   | 46 | 16 | 13 | 17 | 63  | 64  | −1   |                                                                  |
| 13   | Wealdstone            | 60   | 46 | 16 | 12 | 18 | 57  | 72  | −15  |                                                                  |
| 14   | Gateshead             | 59   | 46 | 15 | 15 | 16 | 67  | 62  | +5   |                                                                  |
| 15   | Solihull Moors        | 58   | 46 | 15 | 13 | 18 | 62  | 66  | −4   |                                                                  |
| 16   | Dorking Wanderers     | 57   | 46 | 16 | 9  | 21 | 67  | 91  | −24  |                                                                  |
| 17   | Altrincham            | 56   | 46 | 14 | 14 | 18 | 68  | 82  | −14  |                                                                  |
| 18   | Aldershot Town        | 53   | 46 | 14 | 11 | 21 | 64  | 76  | −12  |                                                                  |
| 19   | York City             | 51   | 46 | 13 | 12 | 21 | 55  | 63  | −8   |                                                                  |
| 20   | Maidenhead United     | 50   | 46 | 13 | 11 | 22 | 47  | 66  | −19  |                                                                  |
| 21   | Torquay United (D)    | 48   | 46 | 12 | 12 | 22 | 58  | 80  | −22  | Descenso a la National League North o a la National League South |
| 22   | Yeovil Town (D)       | 40   | 46 | 7  | 19 | 20 | 35  | 60  | −25  | Descenso a la National League North o a la National League South |
| 23   | Scunthorpe United (D) | 34   | 46 | 8  | 10 | 28 | 49  | 87  | −38  | Descenso a la National League North o a la National League South |
| 24   | Maidstone United (D)  | 25   | 46 | 5  | 10 | 31 | 45  | 104 | −59  | Descenso a la National League North o a la National League South |

Actualizado a los partidos jugados el 29 de abril de 2023.
 Fuente: National League
| Sanciones                                                                              |
| -------------------------------------------------------------------------------------- |
| - Reducción de 1 punto a Gateshead por disputar un partido con un jugador no elegible. |

## Tabla de resultados
|     | Local \ Visitante    | ALD | ALT | BAR | BOW | BRO | CHE | D&R | DOR | EAS | GAT | HFX | MAI | MAU | NOC | OLD | SCU | SOL | SOU | TOR | WEA | WOK | WRX | YEO | YOR |
| --- | -------------------- | --- | --- | --- | --- | --- | --- | --- | --- | --- | --- | --- | --- | --- | --- | --- | --- | --- | --- | --- | --- | --- | --- | --- | --- |
| 1.  | Aldershot Town       | XXX | 1-1 | 3-1 | 0-1 | 0-1 | 1-1 | 0-2 | 2-0 | 0-0 | 2-3 | 5-1 | 1-2 | 1-3 | 0-3 | 1-1 | 2-1 | 1-4 | 2-0 | 1-1 | 1-2 | 1-2 | 3-4 | 1-1 | 2-1 |
| 2.  | Altrincham           | 1-0 | XXX | 0-2 | 0-2 | 1-2 | 1-2 | 2-2 | 4-1 | 2-1 | 0-1 | 2-1 | 3-2 | 1-1 | 0-2 | 1-0 | 2-2 | 4-1 | 1-0 | 2-2 | 0-1 | 3-1 | 1-2 | 2-2 | 2-1 |
| 3.  | Barnet               | 4-1 | 2-4 | XXX | 2-1 | 1-1 | 3-0 | 0-2 | 0-1 | 3-1 | 1-1 | 2-0 | 2-1 | 4-3 | 1-1 | 1-3 | 1-1 | 1-0 | 0-3 | 1-0 | 2-0 | 2-0 | 0-0 | 2-1 | 0-5 |
| 4.  | Boreham Wood         | 1-2 | 1-1 | 1-1 | XXX | 0-2 | 1-0 | 0-1 | 1-0 | 0-0 | -   | 1-1 | 1-0 | 3-1 | 2-2 | 2-1 | 2-0 | 1-1 | 1-0 | 0-1 | -   | 0-1 | 1-1 | -   | 1-1 |
| 5.  | Bromley              | 2-2 | 0-0 | 1-3 | -   | XXX | -   | 1-1 | 2-0 | 2-1 | 1-1 | 1-1 | 1-1 | 3-0 | 1-1 | 3-0 | 1-0 | 4-0 | 0-0 | 1-0 | 3-3 | 0-2 | 1-2 | 4-1 | 0-3 |
| 6.  | Chesterfield         | 1-0 | 1-0 | 3-1 | 2-0 | 3-2 | XXX | 2-3 | 3-1 | -   | 2-1 | 2-0 | 1-2 | -   | 1-2 | 0-1 | 4-1 | 2-0 | 3-2 | -   | 1-1 | 1-3 | 2-0 | 1-1 | 1-3 |
| 7.  | Dagenham & Redbridge | 2-1 | 4-1 | 5-4 | 1-1 | 4-1 | -   | XXX | 0-2 | 0-1 | 2-2 | -   | 1-0 | 1-0 | 0-5 | 1-1 | 2-1 | 2-1 | 1-1 | 0-1 | 4-1 | 1-2 | 0-4 | 0-2 | 2-1 |
| 8.  | Dorking Wanderers    | 0-3 | -   | 2-1 | 1-4 | 2-3 | 2-2 | 5-1 | XXX | 1-1 | 2-1 | 0-0 | 3-1 | 3-2 | 3-1 | 1-5 | -   | 0-3 | 1-0 | 3-2 | 3-1 | 1-2 | 0-5 | 1-1 | 1-0 |
| 9.  | Eastleigh            | -   | 3-2 | 0-2 | 1-0 | 0-0 | 2-1 | 1-1 | 4-0 | XXX | -   | 1-0 | 1-0 | 5-2 | 0-2 | 1-0 | 2-0 | -   | 2-1 | 1-0 | 1-0 | 1-0 | 0-2 | 1-1 | 1-0 |
| 10. | Gateshead            | 0-2 | 1-3 | 2-2 | 1-1 | -   | 1-2 | 3-0 | -   | 1-1 | XXX | 0-0 | -   | 4-1 | 1-1 | 2-1 | 2-0 | 1-1 | 3-1 | 1-1 | 0-1 | 1-3 | 0-3 | 4-0 | 2-2 |
| 11. | Halifax Town         | 2-0 | 2-2 | 1-3 | 1-0 | -   | 1-0 | 2-0 | 3-1 | -   | 2-0 | XXX | 0-1 | -   | 1-4 | 2-1 | 0-1 | 1-1 | 0-0 | 0-1 | 5-0 | 0-4 | 3-1 | 1-1 | 1-0 |
| 12. | Maidenhead United    | 1-1 | 2-0 | -   | 0-1 | 1-0 | 0-0 | 2-1 | 1-1 | 2-1 | 0-1 | 1-1 | XXX | 2-1 | 3-4 | 1-1 | 3-2 | 0-2 | 1-2 | -   | 0-0 | 1-0 | 2-2 | 2-0 | 0-1 |
| 13. | Maidstone United     | 0-3 | 2-3 | -   | 0-4 | 2-3 | 1-2 | 0-1 | 2-4 | 1-3 | 1-1 | 1-1 | 3-2 | XXX | -   | 0-0 | 1-1 | 0-0 | 0-3 | 1-0 | 1-1 | 1-2 | 2-3 | 1-1 | 2-1 |
| 14. | Notts County         | 2-0 | 3-1 | 4-1 | 1-1 | 1-1 | 2-2 | 1-2 | 3-1 | 3-1 | 2-0 | 1-0 | 3-0 | 3-0 | XXX | 4-1 | 4-0 | 1-0 | 4-0 | 4-0 | 3-0 | -   | 1-0 | 0-0 | -   |
| 15. | Oldham Athletic      | 2-1 | 2-2 | 0-2 | 0-2 | -   | 0-2 | 4-2 | 3-2 | 3-2 | 2-2 | 0-1 | -   | 2-0 | 2-2 | XXX | 2-2 | 1-1 | -   | 3-2 | 1-2 | 1-0 | 1-2 | 2-0 | 2-0 |
| 16. | Scunthorpe United    | 3-3 | 2-0 | 1-3 | 0-2 | 1-1 | 1-2 | 3-2 | 3-2 | 0-1 | 3-1 | 0-2 | 3-0 | 0-2 | 1-4 | -   | XXX | 3-4 | -   | 0-1 | 4-1 | 0-2 | 1-3 | 2-1 | 1-1 |
| 17. | Solihull Moors       | 1-2 | 5-1 | 1-1 | 2-0 | 2-2 | 0-0 | 0-3 | 3-0 | 3-0 | 0-2 | 0-1 | 1-1 | 2-0 | 1-2 | 2-1 | 3-1 | XXX | 1-1 | 3-2 | 2-1 | -   | 1-2 | -   | 1-1 |
| 18. | Southend United      | 1-2 | 2-2 | 0-1 | 0-1 | 0-1 | 1-2 | -   | 2-0 | 1-3 | 1-0 | 2-1 | 2-0 | 2-0 | 2-2 | 1-0 | 3-0 | 3-0 | XXX | 1-2 | -   | 1-1 | 0-0 | 1-0 | 2-0 |
| 19. | Torquay United       | 6-1 | 4-4 | 2-1 | 0-1 | 1-2 | 1-5 | 1-2 | 3-3 | 2-0 | 1-1 | 1-0 | 2-3 | 1-0 | 1-2 | 0-0 | 1-1 | 1-4 | 1-2 | XXX | 1-2 | 1-3 | -   | 1-1 | -   |
| 20. | Wealdstone           | -   | 4-0 | 0-2 | 1-2 | 3-2 | 0-4 | 1-0 | -   | 3-1 | 1-2 | 1-0 | 3-2 | 2-1 | 1-6 | 2-2 | 3-1 | -   | 0-1 | 1-1 | XXX | 1-1 | 0-0 | 0-0 | 3-1 |
| 21. | Woking FC            | 4-1 | 1-1 | 1-1 | 2-2 | 2-1 | 0-1 | 2-0 | 3-3 | 1-0 | -   | -   | 2-0 | 3-1 | 2-3 | 3-0 | 2-0 | 2-0 | -   | 1-1 | 1-1 | XXX | 2-3 | 1-0 | 0-2 |
| 22. | Wrexham              | 2-0 | 4-0 | 7-5 | -   | 2-1 | 2-1 | 4-1 | 3-1 | 2-1 | 3-1 | 3-1 | 1-0 | 5-0 | 3-2 | 5-1 | 2-0 | 5-0 | 1-0 | 6-0 | 3-1 | 2-2 | XXX | -   | 3-0 |
| 23. | Yeovil Town          | 0-2 | 1-1 | 1-2 | 1-1 | 0-1 | 2-2 | 1-0 | -   | 1-0 | 3-1 | 1-0 | 0-0 | 2-2 | 1-4 | -   | 0-0 | 1-0 | 0-2 | 2-0 | 0-0 | 0-1 | 1-1 | XXX | 0-1 |
| 24. | York City            | -   | 1-2 | 1-0 | 1-1 | 2-1 | 1-1 | 1-1 | 2-1 | 0-1 | 0-3 | -   | 1-2 | 4-1 | 1-3 | 1-1 | 0-0 | 2-3 | 0-2 | 1-0 | 1-2 | 2-0 | 1-1 | 2-1 | XXX |

- Actualizado= Último partido jugado el 7 de abril de 2023 (Torquay United 2-0 Dagenham & Eastleigh)
- Fuente= National League Results Grid

## Play-offs

### Cuadro de desarrollo
|  | Eliminación preliminar | Eliminación preliminar | Eliminación preliminar |              |       | Semifinal    | Semifinal | Semifinal    |       |  | Final | Final | Final |  |
|  |                        |                        |                        |              |       |              |           |              |       |  |       |       |       |  |
|  |                        |                        |                        |              |       |              |           |              |       |  |       |       |       |  |
|  | 5                      | Barnet                 | 1                      |              |       |              |           |              |       |  |       |       |       |  |
|  | 5                      | Barnet                 | 1                      |              |       |              |           |              |       |  |       |       |       |  |
|  | 6                      | Boreham Wood           | 2                      |              |       |              |           |              |       |  |       |       |       |  |
|  | 6                      | Boreham Wood           | 2                      |              | 2     | Notts County | 3         |              |       |  |       |       |       |  |
|  |                        |                        |                        |              | 2     | Notts County | 3         |              |       |  |       |       |       |  |
|  |                        |                        | 6                      | Boreham Wood | 2     |              |           |              |       |  |       |       |       |  |
|  |                        |                        | 6                      | Boreham Wood | 2     |              |           |              |       |  |       |       |       |  |
|  |                        |                        |                        |              |       |              |           |              |       |  |       |       |       |  |
|  |                        |                        |                        |              |       |              |           |              |       |  |       |       |       |  |
|  |                        |                        |                        |              |       |              | 2         | Notts County | 2 (4) |  |       |       |       |  |
|  |                        |                        |                        |              |       |              |           |              | 2 (4) |  |       |       |       |  |
|  |                        |                        | 3                      | Chesterfield | 2 (3) |              |           |              |       |  |       |       |       |  |
|  |                        |                        | 3                      | Chesterfield | 2 (3) |              |           |              |       |  |       |       |       |  |
|  |                        |                        |                        |              |       |              |           |              |       |  |       |       |       |  |
|  |                        |                        |                        |              |       |              |           |              |       |  |       |       |       |  |
|  |                        | 3                      | Chesterfield           | 3            |       |              |           |              |       |  |       |       |       |  |
|  |                        |                        |                        | 3            |       |              |           |              |       |  |       |       |       |  |
|  |                        |                        | 7                      | Bromley      | 2     |              |           |              |       |  |       |       |       |  |
|  | 4                      | Woking FC              | 7                      | Bromley      | 2     | 1            |           |              |       |  |       |       |       |  |
|  | 4                      | Woking FC              |                        |              |       |              |           |              |       |  |       |       |       |  |
|  | 7                      | Bromley                | 2                      |              |       |              |           |              |       |  |       |       |       |  |
|  | 7                      | Bromley                | 2                      |              |       |              |           |              |       |  |       |       |       |  |
|  |                        |                        |                        |              |       |              |           |              |       |  |       |       |       |  |

### Eliminación preliminar
| 2 de mayo de 2023 | Barnet        | 1:2 (0:2) | Boreham Wood     | The Hive Stadium, Barnet, Londres                          |                                                            |
| 19:45             | Pritchard 53' | Reporte   | Ndlovu 19' 45+2' | Asistencia: 2256 espectadores Árbitro(s): Daniel Middleton | Asistencia: 2256 espectadores Árbitro(s): Daniel Middleton |

| 3 de mayo de 2023 | Woking FC | 1:2 (1:0) | Bromley                        | Kingfield Stadium, Woking, Surrey                     |                                                       |
| 19:45             | Ince 13'  | Reporte   | Cheek 60' (pen.) · Elewere 77' | Asistencia: 5033 espectadores Árbitro(s): Lewis Smith | Asistencia: 5033 espectadores Árbitro(s): Lewis Smith |

### Semifinal
| 7 de mayo de 2023 | Notts County                   | 3:2 (0:2, 2:2) (t. s.) | Boreham Wood                | Meadow Lane, Nottingham                                  |                                                          |
| 12:30             | Baldwin 47' 90+7' · Jones 120' | Reporte                | Ilesanmi 37' · Ndlovu 45+2' | Asistencia: 15 617 espectadores Árbitro(s): Scott Tallis | Asistencia: 15 617 espectadores Árbitro(s): Scott Tallis |

| 7 de mayo de 2023 | Chesterfield                                       | 3:2 (0:1) | Bromley                     | Technique Stadium, Chesterfield                         |                                                         |
| 15:40             | Elewere 57' (a.g.) · Oldaker 79' · Mandeville 102' | Reporte   | Marriot 45+8' · Cheek 90+9' | Asistencia: 9657 espectadores Árbitro(s): Scott Simpson | Asistencia: 9657 espectadores Árbitro(s): Scott Simpson |

### Final
| 13 de mayo de 2023 | Notts County                                    | 2:2 (0:1, 1:1) (t. s.)(4:3 p.) | Chesterfield                               | Estadio de Wembley, Londres                                 |                                                             |
| 15:30              | Bostock 87' · Rodrigues 108'                    | Reporte                        | Dallas 5' (pen.) · Dobra 93'               | Asistencia: 38 138 espectadores Árbitro(s): Matthew Corlett | Asistencia: 38 138 espectadores Árbitro(s): Matthew Corlett |
|                    |                                                 | Tiros desde el punto penal     |                                            |                                                             |                                                             |
|                    | Langstaff · Rodrigues · Jones · Bostock · Scott |                                | Banks · Oldaker · Maguire · King · Quigley |                                                             |                                                             |